# Algemeen welzijnswerk
Algemeen welzijnswerk is de psycho-sociale dienst- en hulpverlening die in Vlaanderen wordt aangeboden door erkende en gesubsidieerde Centra voor Algemeen Welzijnswerk aan personen van wie het welzijn bedreigd of verminderd wordt ten gevolge van persoonlijke, relationele, gezins - of maatschappelijke factoren. Het valt onder de bevoegdheid van de Gemeenschappen en in Vlaanderen is dit momenteel geregeld door het decreet van 19 december 1997 betreffende het algemeen welzijnswerk.
Deze vorm van hulpverlening is meestal eerstelijnshulpverlening en wordt in Nederland omschreven als algemeen maatschappelijk werk. Het Algemeen Welzijnswerk onderscheidt zich binnen de welzijnszorg (of het welzijnswerk) van andere sectoren zoals de Bijzondere Jeugdbijstand, de ouderenzorg  of de gehandicaptenzorg, omdat ze in principe gericht is op de hele bevolking. Daarnaast richt ze zich ook op specifieke risicogroepen zoals bestaansonzekeren, kinderen en jongeren in probleemsituaties, gevangenen, thuislozen, slachtoffers van misdrijven, enz.. 

## Evolutie

### Jaren 70
Het is in deze periode dat veel initiatieven die eerder waren ontstaan vanuit de inzet van individuen of verenigingen een eerste vorm van subsidiëring kregen. Het ging om verspreide niet-categoriale, laagdrempelige voorzieningen die emancipatorisch tewerk gingen, en meestal gratis waren. Verschillende werksoorten die in die jaren werden erkend en gesubsidieerd waren de centra voor prematrimoniale, matrimoniale en gezinsconsultaties (PMG)  (later centra voor levens- en gezinsvragen genoemd) in 1970, de diensten voor tele-onthaal in 1973, de centra voor maatschappelijk werk (CMW) in 1974 en de jongeren informatie- en adviescentra (JIAC) in 1975. De regelgeving voor de CMW’s leidde in de jaren zeventig al tot een eerste “golf” van fusies van kleine centra, omdat voor een erkenning een minimumaantal personeelsleden werd vereist.

### Jaren 80
Met de tweede staatshervorming werden de Gemeenschappen in 1980 bevoegd voor de zogeheten persoonsgebonden aangelegenheden, waaronder het welzijnswerk. Veel reglementeringen werden door de Vlaamse overheid overgenomen en min of meer aangepast. Dat was zo het geval voor de centra voor maatschappelijk werk in 1983, de centra voor levens- en gezinsvragen (CLG) in 1985, de centra voor justitieel welzijnswerk (officieel diensten voor forensisch welzijnswerk) in 1985, de jongeren informatie- en adviescentra in 1990 en de centra voor tele-onthaal in 1991.
De JIAC’s kwamen in de jaren 80 als gevolg van de federalisering van de sector jeugdwerk terecht in de welzijnssector. Vooral de taken van de voormalige PMG’s werden uitgebreid en ook hier leidde de vereiste van een minimaal personeelsbestand tot sluitingen of fusies. Het besluit voor de diensten voor tele-onthaal legde het aantal erkenningen ervan vast op maximaal 1 per provincie. De oprichting van de diensten voor forensisch welzijnswerk in 1985 betekende een harmonisering van alle diensten die op dat vlak werkzaam waren, zoals de beschermingscomités, de werken der wederaanpassing en de sociale diensten in de gevangenissen van het bestuur der strafinrichtingen. Ook werden haar opdrachten aanzienlijk uitgebreid. 

### Jaren 90
Een eerste aanzet om te komen tot de huidige harmonisering en schaalvergroting van de sector kwam van toenmalig Minister van Welzijn Jan Lenssens en leidde tot het decreet op het algemeen welzijnswerk van 24 juli 1991.  De eerste uitvoeringsbesluiten kwamen pas in september 1994, maar de hervormingen en de richting waar het naartoe ging waren ingezet. Er bleef wel nog een uitdrukkelijk onderscheid bestaan tussen de ambulante centra en de residentiële centra.
Met het oog op een nieuwe hervorming fuseerden tussen 1995 en 1997 de meeste centra voor algemeen welzijnswerk tot ambulante polyvalente of residentiële centra voor algemeen welzijnswerk, die zich op hun beurt in grotere organisatorische gehelen gingen verenigen. Met het nieuwe decreet van 1997 werd aan de voorzieningen de mogelijkheid geboden om zowel ambulante als residentiële welzijnszorg te organiseren. Slechts drie erkenningscategorieën werden behouden : een Centrum voor Tele-Onthaal, een (ingebouwd) centrum voor algemeen welzijnswerk binnen een ziekenfonds en een (autonoom) Centrum voor Algemeen Welzijnswerk.

## Wetgeving
- De basiswetgeving van de centra algemeen welzijnswerk in Vlaanderen is het decreet van 19 december 1997 betreffende het Algemeen welzijnswerk (Belgisch staatsblad van 17 februari 1998)
- Het decreet krijgt uitvoering via de Uitvoeringsbesluiten. Voor deze sector geldt het Besluit van de Vlaamse Regering van 12 oktober 2001 ter uitvoering van het decreet van 19 december 1997 betreffende het algemeen welzijnswerk (Belgisch staatsblad van 17 november 2001), gewijzigd bij het besluit van de Vlaamse Regering van 9 januari 2004 (Belgisch staatsblad van 20 februari 2004).
- Daarnaast werden voor de drie onderdelen zogenaamde Sectorprotocollen opgesteld. Zij werden onderhandeld en vervolgens gevalideerddoor het Ministerieel besluit van 18 februari 2004 houdende de validering van de sectorprotocollen van de centra voor teleonthaal, de centra voor algemeen welzijnswerk in het kader van de ziekenfondsen en de autonome centra voor algemeen welzijnswerk